# Institut for Planlægning
Institut for Planlægning er et institut på Aalborg Universitet under Det Tekniske Fakultet for IT og Design. 
Forskning og undervisning fokuserer på bæredygtighed og herunder bæredygtig omstilling, bæredygtigt design, cirkulær økonomi, miljøvurdering, forbrug og produktion, energiplanlægning, havforvaltning, landmåling og arealanvendelse.
Instituttet ledes af en institutleder og en viceinstitutleder.
Henrik Lund har arbejdet på institutet i mange år og er i dag professor her med speciale i bæredygtig energi.

## Uddannelser
| - Bachelor: - Bæredygtigt Design - By-, energi- og miljøplanlægning - Landinspektørvidenskab - Teknoantropologi | - Kandidat: - Sustainable Cities - Sustainable Design - Techno-Anthropology - Surveying and Planning - Surveying, Planning and Land Management - Urban, Energy and Environmental Planning |